# ライヴ&ラウド
『ライヴ&ラウド』（Live & Loud）は、オジー・オズボーンが1993年に発表したライブ・アルバム。CD2枚組で発売された。

## 解説
アルバム『ノー・モア・ティアーズ』（1991年）の発表に伴い行われたワールド・ツアーからの録音を使用。「黒い安息日（ブラック・サバス）」は、1992年11月15日のカリフォルニア州コスタメサでの公演の音源で、ブラック・サバスのオリジナル・メンバー4人の演奏による。オズボーンは、この日を最後にライヴ活動から引退することを宣言していたが、後に引退宣言を撤回。

## 収録曲

### ディスク1
1. イントロ - Intro - 3:12
2. パラノイド - Paranoid (Ozzy Osbourne, Tony Iommi, Geezer Butler, Bill Ward) - 3:17
3. アイ・ドント・ウォント・トゥ・チェンジ・ザ・ワールド - I Don't Want to Change the World (O. Osbourne, Zakk Wylde, Randy Castillo, Lemmy Kilmister) - 5:01
4. ディザイア - Desire (O. Osbourne, Z. Wylde, R. Castillo, L. Kilmister) - 6:00
5. ミスター・クロウリー＜死の番人＞ - Mr. Crowley (O. Osbourne, Randy Rhoads, Bob Daisley) - 6:25
6. アイ・ドント・ノウ - I Don't Know (O. Osbourne, R. Rhoads, B. Daisley) - 5:13
7. ロード・トゥ・ノーホェア - Road to Nowhere (O. Osbourne, Z. Wylde, R. Castillo) - 5:30
8. フライング・ハイ・アゲイン - Flying High Again (O. Osbourne, R. Rhoads, B. Daisley, Lee Kerslake) - 5:03
9. ギター・ソロ - Guitar Solo (Z. Wylde) - 4:43
10. 自殺志願 - Suicide Solution (O. Osbourne, R. Rhoads, B. Daisley) - 5:02
11. グッバイ・トゥ・ロマンス - Goodbye to Romance (O. Osbourne, R. Rhoads, B. Daisley) - 6:16

### ディスク2
1. 暗闇にドッキリ! - Shot in the Dark (O. Osbourne, Phil Soussan) - 6:37
2. ノー・モア・ティアーズ - No More Tears (O. Osbourne, Z. Wylde, R. Castillo, Mike Inez, John Purdell) - 7:49
3. ミラクル・マン - Miracle Man (O. Osbourne, Z. Wylde, B. Daisley) - 4:57
4. ドラム・ソロ - Drum Solo (R. Castillo) - 2:52
5. ウォー・ピッグス - War Pigs (O. Osbourne, T. Iommi, G. Butler, B. Ward) - 9:17
6. 月に吠える - Bark at the Moon (O. Osbourne) - 5:28
7. ママ、アイム・カミング・ホーム - Mama, I'm Coming Home (O. Osbourne, Z. Wylde, L. Kilmister) - 5:45
8. クレイジー・トレイン - Crazy Train (O. Osbourne, R. Rhoads, B. Daisley) - 6:20
9. 黒い安息日（ブラック・サバス） - Black Sabbath (O. Osbourne, T. Iommi, G. Butler, B. Ward) - 7:12
10. チェンジズ - Changes (O. Osbourne, T. Iommi, G. Butler, B. Ward) - 5:14

## 参加ミュージシャン
- オジー・オズボーン - ボーカル
- ザック・ワイルド - ギター、ピアノ
- マイク・アイネズ - ベース
- ランディ・カスティロ - ドラムス
- ケヴィン・ジョーンズ - キーボード
- トニー・アイオミ - ギター(on "Black Sabbath")
- ギーザー・バトラー - ベース(on "Black Sabbath")
- ビル・ワード - ドラムス(on "Black Sabbath")